# Herbert de Moraes
Herbert de Moraes Ribeiro foi um jornalista e economista brasileiro. Fundador e CEO  do Jornal Opção desde 1975. Foi Secretário de Imprensa do Estado no governo de Leonino Caiado. Morreu em 24 de março de 2016, aos 73 anos.

## Biografia e carreira
Herbert de Moraes formou-se em economia pela Universidade Católica de Goiás (UCG). Também trabalhou como jornalista político a partir do governo de Otávio Lage (1966-1968).

## Jornal Opção
Em 1975 criou o Jornal Opção. O modelo de jornal criado por ele tinha como base um olhar mais crítico, direcionando mais espaço para opiniões e reportagens. Inicialmente era publicado todos os dias e depois passou a ser semanário obtendo repercussão nacional. Trabalhou com o atual editor Euler Belém e o jurista Marco Antônio Lemos, que mais tarde viria a ser desembargador no Distrito Federal.